# Google Cardboard

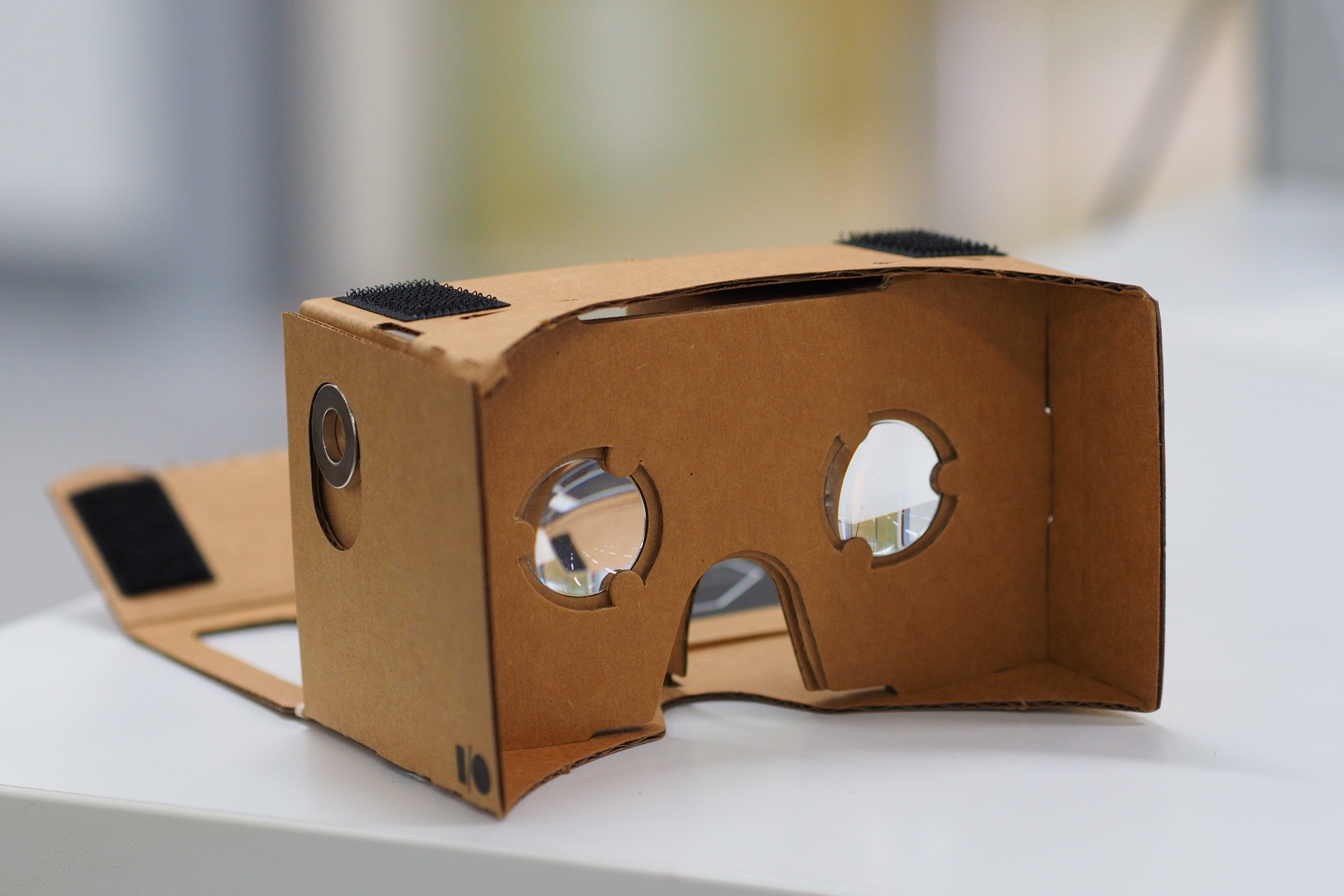
Google Cardboard assemblé

Le Google Cardboard est un casque de réalité virtuelle fonctionnant à l'aide d'un smartphone compatible. Il fut développé par Google et lancé en 2014. Le masque permet principalement de visualiser des images de réalité virtuelle générées par des applications spécifiques ainsi que des vidéos et prises de vues en 360 degrés.

## Historique
Le Google Cardboard est à l'origine l'idée de deux Français : David Coz et Damien Henry, salariés au Google Cultural Institute parisien. Il fut présenté pour la première fois au grand public le 25 juin 2014 durant la Google I/O 2014,. Lancé peu de temps après le casque Oculus Rift, le Google Cardboard se présente comme une alternative à moindre coût permettant de profiter d'expériences de réalité virtuelle.
Depuis mai 2015, Google a dévoilé la seconde version de son Google Cardboard qui présente notamment l'avantage d'être bien plus facile à monter. Les plans de cette version sont diffusés par Google depuis septembre 2015.
Début 2016, Google annonce que 5 millions de casques basés sur les spécifications du Google Cardboard ont été commercialisés depuis son lancement.

## Description

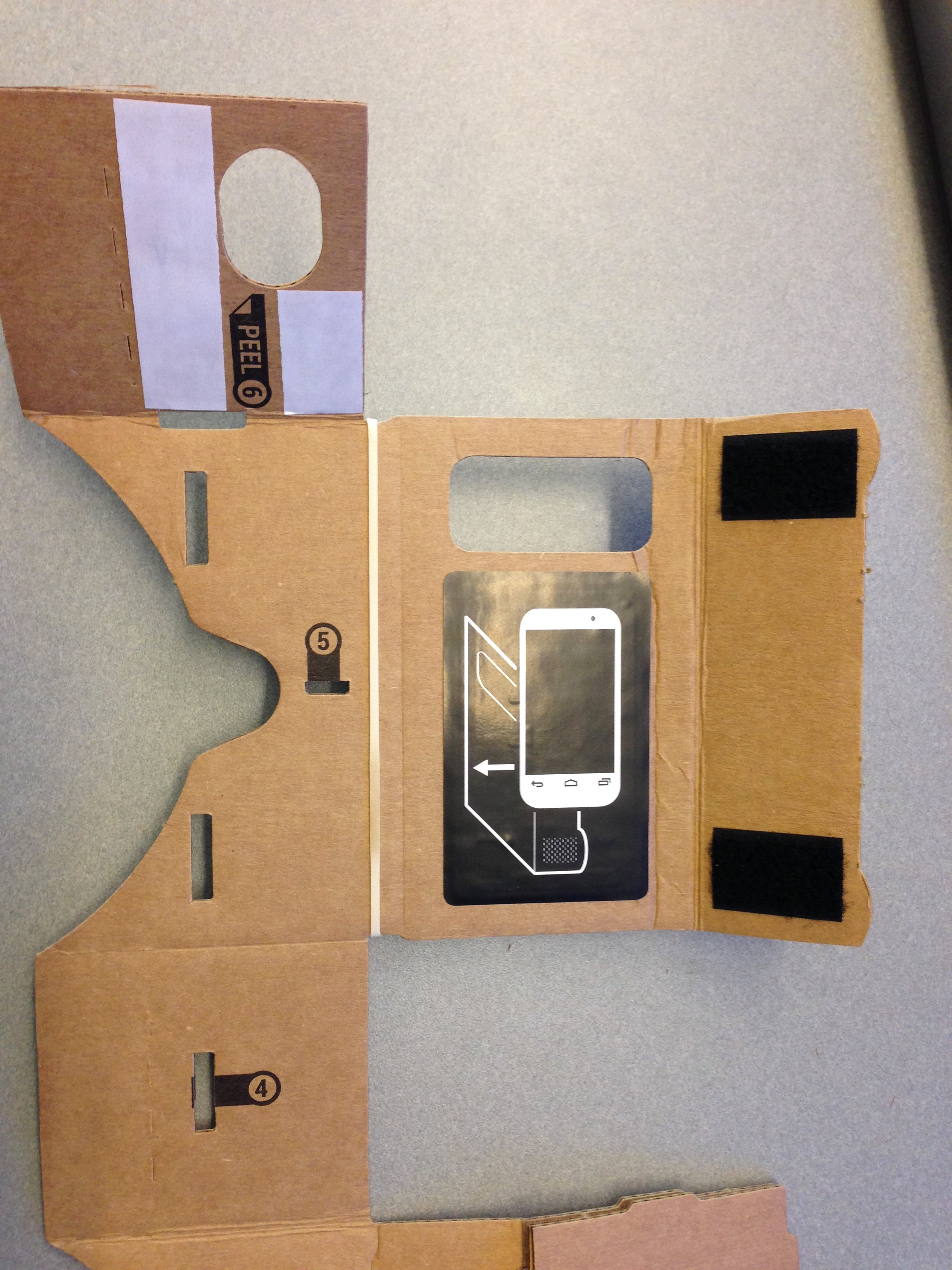
Google Cardboard avant pliage

Google diffuse librement les patrons ainsi qu'une notice de création du Google Cardboard sur son site. Il est ainsi possible pour tout un chacun de construire son propre Cardboard.
L'appareil se présente sous la forme d'un masque recouvrant les yeux à l'intérieur duquel un téléphone intelligent fait office d'écran. Il ne dispose pas de sangle d'attache et doit être maintenu au niveau des yeux par son utilisateur durant son usage.
Principalement composé de carton, le masque est également constitué :
- de bandes velcro ;
- de deux lentilles ;
- d'aimants (uniquement dans sa première version) ;
- d'un élastique ;
- d'un tag NFC.

## Applications
Lors de son annonce au grand public, le Google Cardboard fut dévoilé avec quelques applications compatibles dont notamment Google Earth, Google Maps et YouTube qui se trouvent directement dans l'application Cardboard sur le PlayStore Android. Cette application a d'ailleurs été mise à jour fin 2014 et propose désormais une bibliothèque listant les applications compatibles avec le Google Cardboard. Cette liste est régulièrement mise à jour avec l'arrivée de nouvelles applications compatibles, comme Google Street View depuis octobre 2015.
Le constructeur automobile Volvo sort en novembre 2014 une application compatible avec le Cardboard permettant de bénéficier d'une expérience immersive de conduite du SUV Volvo XC 90. La marque automobile Mini a publié des campagnes publicitaires spécifiquement dédiées aux Cardboard prenant la forme de vidéos scénarisées en 360 degrés, et a offert des Cardboards dans le cadre de ces campagnes. 
L'entreprise spécialisée dans l'agroalimentaire, Kellogg's, proposait courant septembre 2015 de construire un Cardboard à partir de ses boîtes de céréales. Pour ce faire, la société américaine avait pré-dessiné les patrons du Cardboard à l'intérieur des boîtes en carton de céréales. Elle fournissait également les différents matériaux complémentaires nécessaires au montage du Cardboard (lentilles, etc.).